# Бевіс Мугабі
Бевіс Мугабі (англ. Bevis Mugabi, нар. 1 травня 1995, Лондон) — англійський та угандійський футболіст, центральний захисник шотландського клубу «Мотервелл» і національної збірної Уганди.

## Клубна кар'єра
Народився 1 травня 1995 року в Лондоні. Вихованець юнацьких команд футбольних клубів «Фулгем» та «Саутгемптон».
У дорослому футболі дебютував 2016 року виступами за команду «Йовіл Таун» з четвертого англійського дивізіону, в якій провів три сезони, взявши участь у 85 матчах чемпіонату.
За результатами сезону 2018/19 команда вибула з четвертого англійського дивізіону і захисник її залишив. 12 вересня 2019 року уклав контракт на чотири місяці з шотландським «Мотервеллом». Через травму одного з основних центральних захисників команди отримав шанс проявити себе, після чого подовжив контракт до завершення сезону 2020/21.

## Виступи за збірну
Маючи угандійське походження, мав право захищати на рівні збірних кольори цієї країни. Уперше був викликаний до національної збірної Уганди 2016 року, проте не прибув до її розташування, не отримавши згоду тодішнього клубу. 2018 року все ж таки дебютував за національну команду Уганди.
У складі збірної був учасником Кубка африканських націй 2019 року в Єгипті, де взяв участь у трьох із чотирьох ігор своєї команди, яка вибула з боротьби на етапі 1/8 фіналу.

## Статистика виступів

### Статистика клубних виступів
Станом на 13 серпня 2020
| Сезон                  | Команда                | Чемпіонат              | Чемпіонат | Чемпіонат | Національний кубок | Національний кубок | Національний кубок | Континентальні кубки | Континентальні кубки | Континентальні кубки | Інші змагання | Інші змагання | Інші змагання | Усього | Усього | Усього |
| Сезон                  | Команда                | Ліга                   | Ігор      | Голів     | Ліга               | Ігор               | Голів              | Ліга                 | Ігор                 | Голів                | Ліга          | Ігор          | Голів         | Ігор   | Голів  |        |
| ---------------------- | ---------------------- | ---------------------- | --------- | --------- | ------------------ | ------------------ | ------------------ | -------------------- | -------------------- | -------------------- | ------------- | ------------- | ------------- | ------ | ------ | ------ |
| 2016–17                | «Йовіл Таун»           | ФЛ2                    | 31        | 1         | КА+КЛ              | 1+2                | 0                  | -                    | -                    | -                    | ТФЛ           | 5             | 1             | 39     | 2      |        |
| 2017–18                | «Йовіл Таун»           | ФЛ2                    | 22        | 2         | КА+КЛ              | 2+0                | 0                  | -                    | -                    | -                    | ТФЛ           | 4             | 0             | 28     | 2      |        |
| 2018–19                | «Йовіл Таун»           | ФЛ2                    | 32        | 1         | КА+КЛ              | 1+0                | 0                  | -                    | -                    | -                    | ТФЛ           | 2             | 0             | 35     | 1      |        |
| Усього за «Йовіл Таун» | Усього за «Йовіл Таун» | Усього за «Йовіл Таун» | 85        | 4         |                    | 6                  | 0                  |                      | -                    | -                    |               | 11            | 1             | 102    | 5      |        |
| 2019–20                | «Мотервелл»            | ШПЛ                    | 10        | 0         | КШ+КШЛ             | 1+0                | 0+0                | -                    | -                    | -                    | -             | -             | -             | 11     | 0      |        |
| Усього за кар'єру      | Усього за кар'єру      | Усього за кар'єру      | 95        | 5         |                    | 7                  | 0                  |                      | -                    | -                    |               | 11            | 1             | 113    | 5      |        |